# Gavino Pes
Gavino Pes (Don Baignu), (Tempio Pausania, 31 de juliol 1724 - 24 d'octubre 1795), fou un sacerdot i poeta sard, de família noble. Fou canonge de la catedral de Càller el 1750, i un dels primers a emprar el dialecte gal·lurès en les seves poesies Lu Tempu, Lu Pintimentu, La Vecchiaja.